# Mairia
Mairia je rod glavočika smješten u vlastiti podtribus Mairiinae, dio tribusa Astereae. Postoji četiri priznatih vrsta iz Kapskih provincija u Južnoj Africi.

## Vrste
1. Mairia coriacea Bolus
2. Mairia petiolata Zinnecker
3. Mairia purpurata (L.) J.C.Manning
4. Mairia robusta (Zinnecker) J.C.Manning & Goldblatt